# Eisenbahnunfall von Holmsveden
Bei dem Eisenbahnunfall von Holmsveden überfuhr am 16. Februar 1917 ein Zug einen Gleisabschluss im Bahnhof Holmsveden, Schweden, und prallte auf einen Wasserturm. 11 Menschen starben.

## Ausgangslage
Holmsveden liegt an der Norra stambana zwischen Ockelbo und Bollnäs. Hier war an diesem Tag der Schnellzug 3048 in Richtung Norden unterwegs. Ein großer Teil der Fahrgäste waren russische Kriegsverletzte. Aufgrund von Energiesparmaßnahmen war die Beleuchtung im Bahnhof Holmsveden abgeschaltet.

## Unfallhergang
Durch eine versehentlich falsch gestellte Weiche wurde der Zug auf ein Stumpfgleis geleitet, überfuhr den Prellbock und prallte auf einen dahinter stehenden Wasserturm. Da die Beleuchtung abgeschaltet war, erkannte der Lokomotivführer die falsch gestellte Weiche nicht rechtzeitig.

## Folgen
11 Menschen starben, 40 wurden darüber hinaus verletzt. Die Lokomotive und die ersten vier Wagen wurden schwer beschädigt.